# Johannes Mayer (zapaśnik)
Johannes Mayer (ur. 2001) – niemiecki zapaśnik walczący w stylu wolnym. Zajął 21 miejsce na mistrzostwach świata w 2022. 
Drugi na ME U-23 w 2022. Drugi na ME juniorów w 2021 i kadetów w 2018 roku.
Mistrz kraju w 2022 i 2023; drugi w 2019 roku.